# Organisation (zespół muzyczny)
Organisation – niemiecki zespół muzyczny wykonujący eksperymentalną muzykę w nurcie krautrock, działający na przełomie lat 60. i 70. XX wieku. Grupa nagrała tylko jeden album, Tone Float, który wyprodukował Conny Plank. Nie osiągnął on wysokiej sprzedaży i już w 1970 roku grupa zakończyła działalność, a Ralf Hütter i Florian Schneider stworzyli projekt Kraftwerk.

## Dyskografia
- Tone Float (1970)[2]